# Vidal da Costa

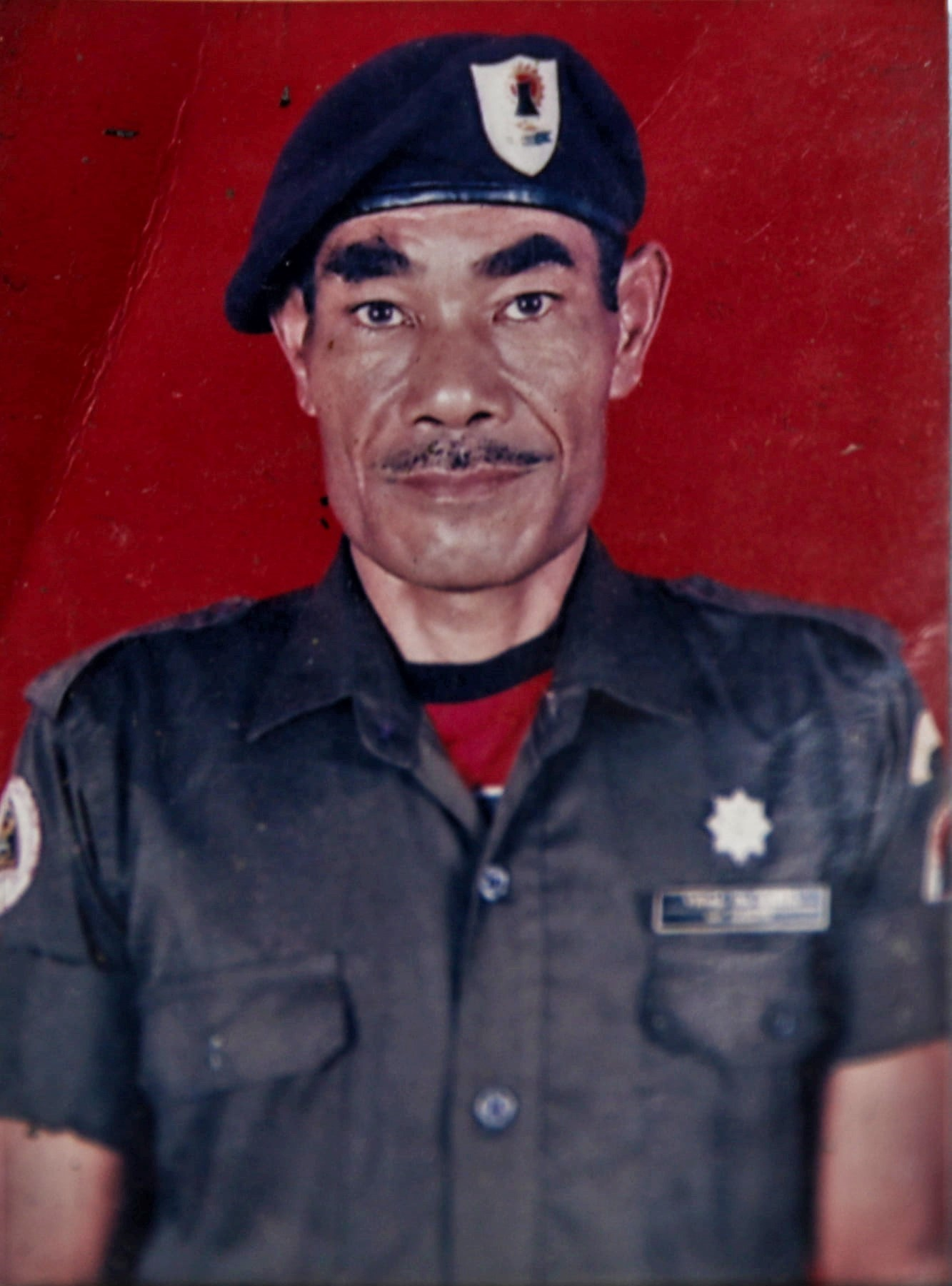
Vidal da Costa

Vidal da Costa (* 14. März 1959 in Manufahi, Portugiesisch-Timor; † 7. September 2021 in Bairro Pite, Dili, Osttimor) war ein osttimoresischer Unabhängigkeitsaktivist.

## Werdegang
Costa engagierte sich in der Unabhängigkeitsbewegung gegen die indonesische Besatzung (1975–1999). Von 1991 bis 1993 hatte er eine leitende Position in der Bewegung. Von 1994 bis 1999 war er deswegen im Gefängnis. Am 25. Februar 2000 wurde Costa Sicherheitsoffizier für den Staatspräsidenten und wurde am 1. Januar 2009 Beamter. Diesen Status hatte er bis zu seinem Tode. Er verstarb im Präsidentenpalast Osttimors im Stadtteil Bairro Pite der Landeshauptstadt Dili.
Costa war mit Paulina da Conceição verheiratet. Er hinterließ sechs Kinder und drei Enkelkinder.

## Auszeichnungen
Am 28. November 2008 erhielt Costa den Ordem Nicolau Lobato.